# Parc naturel de l'Ardenne méridionale
La Parc naturel de l'Ardenne méridionale est un parc naturel belge dans les provinces de Luxembourg et de Namur en Région wallonne, d'une surface de 944,95 km2. Il couvre le territoire des communes de Bertrix, Bièvre, Bouillon, Daverdisse, Gedinne, Herbeumont, Paliseul, Vresse-sur-Semois et Wellin.
Le parc est traversé par les sentiers de randonnées GR 14, GR 16, GR 126, GR 129, GR 577, et le Sentier européen E3.